# Optical Disc Archive
O Optical Disc Archive é uma tecnologia de armazenamento que foi introduzida pela Sony Corporation. Ele usa cartuchos removíveis, onde cada cartucho contém 11 discos ópticos. Cada um dos discos óticos internos é semelhante, mas não compatível com um disco Blu-ray. A última versão do cartucho, que tem uma capacidade total de cerca de 5,5 TB, usa discos que armazenam cerca de 500 GB cada. A tecnologia foi anunciada publicamente em 16 de abril de 2012 durante o NAB Show com as primeiras unidades sendo enviadas em fevereiro de 2013.
Em 2020, foi lançado a terceira geração dos cartuchos que tem mais capacidade de armazenamento.